# غيلبرت سورنتينو
غيلبرت سورنتينو (بالإنجليزية: Gilbert Sorrentino)‏ (و. 1929 – 2006 م) هو كاتب، وأستاذ جامعي، وشاعر، وروائي أمريكي، ولد في بروكلين، توفي في نيويورك، عن عمر يناهز 77 عاماً.

## جوائز
حصل على جوائز منها:

زمالة غوغنهايم